# Zvi Aharoni
Zvi Aharoni (6 de febrero de 1921-26 de mayo de 2012) fue un agente del Mosad, el servicio de inteligencia exterior israelí, que contribuyó decisivamente a la captura de Adolf Eichmann.

## Biografía
Hermann Arndt (más tarde Zvi Aharoni) nació en Fráncfort del Óder, Alemania. Emigró al Mandato de Palestina en 1938 cuando era niño.
Después de retirarse del Mosad en la década de 1970, Aharoni se convirtió en un hombre de negocios en Hong Kong y China antes de establecerse en Devon, Reino Unido, con su segunda esposa Valerie, cuya primera esposa murió en 1973.
A su muerte en 2012, a los 91 años, le sobrevivieron Valerie y un hijo y una hija de su matrimonio anterior.

## Carrera en el servicio secreto
Después de servir en el ejército británico, se unió al servicio secreto israelí y pasó 20 años como cazador de nazis. Fue el agente del Mossad que identificó a "Ricardo Klement" como Eichmann. 
Aharoni voló a Buenos Aires, Argentina y rastreó la casa de la familia en un barrio remoto en las afueras de la ciudad. El 19 de marzo de 1960 vio a Eichmann. En su relato de la captura, Aharoni escribió: “Lo vi como a las dos de la tarde… un hombre de mediana estatura y complexión, de unos cincuenta años, de frente alta y parcialmente calvo, recogiendo la ropa."Su asistente fotografió a Eichmann usando una cámara escondida en un bolso.

## Obras publicadas
- Aharoni, Zvi (1997). Operation Eichmann: The Truth about the Pursuit, Capture, and Trial. Wiley-Blackwell.